# Uncertain
Uncertain (с англ. — «Неуверенный») — первый EP ирландской рок-группы The Cranberries. Альбом был выпущен на лейбле Xeric Records 28 октября 1991 года тиражом около 5 тысяч экземпляров на CD и 12-дюймовых пластинках. Тексты песен написаны Долорес О’Риордан, музыка — Долорес О’Риордан и Ноэлом Хоганом. Продюсер — Пирс Гилмор (англ. Pearse Gilmore). Версия песни «Them», вошедшая в этот сингл, позже была выпущена на альбоме Everybody Else Is Doing It, So Why Can’t We? в качестве бонус-трека.

## Список композиций
Все тексты написаны Долорес О’Риордан, вся музыка написана Долорес О’Риордан и Ноэлом Хоганом.
| №                   | Название              | Длительность |
| ------------------- | --------------------- | ------------ |
| 1.                  | «Uncertain»           | 3:07         |
| 2.                  | «Nothing Left At All» | 3:55         |
| 3.                  | «Pathetic Senses»     | 3:37         |
| 4.                  | «Them»                | 3:42         |
| Общая длительность: | Общая длительность:   | 14:16        |